# Eric Carr
Paul Charles Caravello (ur. 12 lipca 1950 w Nowym Jorku, zm. 24 listopada 1991 tamże) – perkusista, członek rockowej formacji KISS w latach 1980-1991. W 2005 r. został wybrany w rankingu radia Planet Rock jako 10. najlepszy perkusista w historii rocka.

## Przed KISS
Eric Carr był synem włoskich imigrantów, miał dwie siostry Lorette i Sissy. Celowo nie zdał testów psychologicznych, aby uniknąć służby wojskowej. Naprawiał kuchenki gazowe, pracował jako archiwista, rozwoził z ojcem lodówki i mieszał cement. W młodości chciał zostać naukowcem lub astronautą. Jego pierwszymi zespołami byli The Allures The Cellarman (1965–1969), w latach 1970–1979 występował z Salt and Pepper, Creation, Things That Go Bump In The Night, Mother Nature/Father Time (też jako Bionic Boogie) oraz Flasher. W 1974 ledwo uniknął śmierci w pożarze klubu, ratując przy tym wokalistkę zespołu.

## Wstąpienie do KISS
Po wydaniu w 1980 r. płyty Unmasked szeregi KISS oficjalnie opuścił pierwszy perkusista Peter Criss. W celu znalezienia odpowiedniego zastępcy postanowiono przeprowadzić przesłuchanie kandydatów. Po rozpatrzeniu aplikacji (biografie i zdjęcia Carr zamieścił w rzucającej się w oczy jaskrawo pomarańczowej teczce, co okazało się szczęśliwym posunięciem) wyznaczono dzień przesłuchania na 23 czerwca 1980 r., gdzie miały być przetestowane umiejętności oraz sceniczna prezencja na bazie pięciu wskazanych utworów: „Strutter”, „Firehouse”, „Is That You?”, „Detroit Rock City” oraz „Black Diamond” (śpiewanym przez perkusistę). Po wyjściu z przesłuchania wziął autografy od pozostałych członków zespołu na wypadek, gdyby nigdy więcej ich nie spotkał. 1 lipca 1980 r. został perkusistą KISS, wybrany spośród 50-60 oficjalnie przesłuchanych i około 300 którzy nie zostali dopuszczeni do próby z zespołem.

## Image
Po przyłączeniu do KISS kolejnym krokiem było ukrycie twarzy tak jak reszta członków grupy pod grubą warstwą farby, co wiązało się również z wykreowaniem nowego charakteru. Po sprawdzeniu wielu pomysłów np. makijaż jastrzębia (Gene Simmons nazwał go "przerośniętą kurą") ostatecznie stworzono postać o pełnym brzmieniu Eric „the Fox” Carr. Na jesieni 1983 KISS oficjalnie zdjęli maski i od tej pory grają bez makijaży.
Charakterystyczną cechą Carra była ogromna fryzura, na którą zużywał dziesiątki puszek z lakierem. Były gitarzysta KISS Mark St. John właśnie w tym dopatruje się przyczyny późniejszej choroby. Był dość niski (ok. 172 cm) i silnie zbudowany. Paul Stanley na koncercie miał zwyczaj go przedstawiać „może wygląda jak mały chłopiec, ale zbudowany jest jak mężczyzna”.

## Styl grania
Eric Carr nie był typem wirtuoza, był przede wszystkim niesamowicie solidnym perkusistą rockowym. Młodzieńcza inspiracja Ringo Starrem i późniejsza fascynacja grą Johna Bonhama jest idealnym wyznacznikiem gry Carra. Jego styl bazował na silnych, pewnych i dynamicznych uderzeniach. Studyjny materiał cechował stabilny groove oraz wyczucie smaku, przez co słuchacz nie zostawał zasypywany zbędną kanonadą w każdej minucie utworu.

## Na żywo
Zadebiutował 25 lipca w NY Palladium. Podczas występów scenicznych prezentował się bardzo ekspresyjnie za ogromnym zestawem perkusyjnym. Solówki, które były stałym elementem show KISS opierały się na ustalonym scenariuszu, przez co nie były zwykłym popisem umiejętności lecz widowiskowym pokazem łączącym szaloną grę i zabawę z publicznością. Po jej zakończeniu zawsze wskakiwał na centralne kotły. W drugiej połowie lat 80. koncertowy zestaw został powiększony do trzech centralnych kotłów o rozmiarach 24” szerokości na 32” głębokości oraz dodatkowo podwieszonych elektronicznych padów, co pozwalało na zwiększenie efektowności solówek. Często wspomagał pozostałych muzyków wokalnie. Śpiewał także główne partie w utworach „Black Diamond”, „Young and Wasted” i „Little Caesar”.

## Oprócz perkusji
Eric Carr był bardzo utalentowanym muzykiem, który oprócz perkusji potrafił grać na gitarze, gitarze basowej, harmonijce, klawiszach oraz bardzo dobrze śpiewać. Poza muzykowaniem dużo rysował. Stworzył animowany zespół The Rockheads do którego sporządził ścieżkę dźwiękową wydaną na pośmiertnym albumie „The Rockheads” i „Rockology”.

## Śmierć
Tydzień po Walentynkach 1991 r. muzyk poczuł się bardzo źle podejrzewając zapalenie płuc. Badania wykazały rzadko spotykany złośliwy nowotwór serca. Na przełomie maja i czerwca nastąpiły przerzuty do płuc. Po wyniszczającej chemioterapii, dzięki rodzinie i niesamowitej sile woli, wrócił jeszcze na jakiś czas do normalnego życia. Nie brał jednak udziału w nagrywaniu nowego albumu. Członkowie zespołu rozpoczęli wszakże sesję nagraniową, lecz za bębnami usiadł Eric Singer, twierdząc że Carr powinien w pełni się wykurować. Uznaje się, że nie było mowy o jakiejkolwiek zmianie perkusisty na stałe. Potwierdza to udział Carra 27-28 lipca w sesji nagraniowej teledysku do utworu „God Gave Rock 'N' Roll to You II”, nagranego studyjnie już z Singerem. 14 września pokazał się jeszcze na uroczystości MTV Video Music Awards, co było jego ostatnim oficjalnym publicznym wystąpieniem. Niestety w dwa dni później stan zdrowia Carra pogorszył się znacznie. Dostał pierwszego z dwóch krwotoków w mózgu, spowodowało to zapadnięcie w śpiączkę. Zmarł w niedzielę 24 listopada 1991 r. w Bellvue Hospital. Został pochowany na cmentarzu Cedar Hill Mausoleum w Middlehope na północ od Nowego Jorku. Na nagrobku pod napisem Caravello widnieje napis Eric Carr 1950-1991. Rodzina uznała, że właśnie pod tym pseudonimem był znany i tak właśnie zostanie zapamiętany.

## Dyskografia z KISS
Oficjalne wydawnictwa KISS z udziałem Carra:
- Music from „The Elder” (1981) – perkusja, współkompozytor „Under The Rose” i „Escape from the Island”. Nie gra w utworze „I” (Alan Schwartzberg)
- Killers (1982) – perkusja, pół kompilacyjny album nie wydany w USA
- Creatures of the Night (1982) – perkusja, gra na basie w „I Still Love You”
- Lick It Up (1983) – perkusja, współkompozytor „All Hell’s Breakin’ Loose"
- Animalize (1984) – perkusja, współkompozytor „Under the Gun”.
- Asylum (1985) – perkusja
- Crazy Nights (1987) – perkusja, współkompozytor „No, No, No”
- Smashes, Thrashes and Hits (1988) – perkusja w dwóch utworach, album kompilacyjny, śpiewa „Beth”
- Hot in the Shade (1989) – perkusja, współkompozytor, bas i wokal w „Little Ceasar”
- Revenge (1992) – wydany po jego śmierci z udziałem perkusisty Erica Singera. Jednak Carr gra na perkusji (podkłada również bas) w utworze „Carr Jam 1981”. W „God Gave Rock 'N' Roll to You II” śpiewa wokalizy w środku utworu. Płyta dedykowana jego pamięci.
- You Wanted the Best, You Got the Best!! (1996) – kompilacyjny album koncertowy z Peterem Crissem na perkusji, w wersji japońskiej znajduje się utwór „New York Groove”, gdzie gra Carr.